# Peganum nigellastrum
Peganum nigellastrum là một loài thực vật có hoa trong họ Nitrariaceae. Loài này được Bunge mô tả khoa học đầu tiên năm 1835.